# Nejtrestanější hráč Tipsport ELH
Toto je seznam nejtrestanějších hráčů sezón v české hokejové extraligy. Nejvíce trestných minut zaznamenal v sezoně 2014/2015 český útočník Václav Skuhravý (212 trestných minut).

## Přehled sezon

### Základní část
| Sezóna    | Hráč             | Klub                                | Trestné minuty      |
| --------- | ---------------- | ----------------------------------- | ------------------- |
| 1993/1994 | Josef Štraub     | AC ZPS Zlín                         | 117 trestných minut |
| 1994/1995 | Tomáš Jelínek    | HC Slavia Praha                     | 163 trestných minut |
| 1995/1996 | Josef Štraub     | HC Železárny Třinec                 | 115 trestných minut |
| 1996/1997 | Jaroslav Nedvěd  | HC Sparta Praha                     | 121 trestných minut |
| 1997/1998 | Jan Kruliš       | HC Velvana Kladno                   | 178 trestných minut |
| 1998/1999 | Josef Štraub     | HC ZPS Barum Zlín                   | 149 trestných minut |
| 1999/2000 | Jan Kruliš       | HC Vagnerplast Kladno               | 157 trestných minut |
| 2000/2001 | Radek Duda       | HC Keramika Plzeň a HC Sparta Praha | 115 trestných minut |
| 2001/2002 | Michal Dvořák    | HC Keramika Plzeň                   | 182 trestných minut |
| 2002/2003 | Angel Krstev     | Bílí Tygři Liberec                  | 187 trestných minut |
| 2003/2004 | Josef Zajíc      | HC Rabat Kladno                     | 139 trestných minut |
| 2004/2005 | Tomáš Frolo      | Vsetínská hokejová                  | 162 trestných minut |
| 2005/2006 | Václav Skuhravý  | HC Energie Karlovy Vary             | 180 trestných minut |
| 2006/2007 | Václav Skuhravý  | HC Energie Karlovy Vary             | 178 trestných minut |
| 2007/2008 | Martin Ševc      | HC GEUS OKNA Kladno                 | 156 trestných minut |
| 2008/2009 | Angel Krstev     | HC Vítkovice Steel                  | 160 trestných minut |
| 2009/2010 | Roman Vopat      | HC BENZINA Litvínov                 | 177 trestných minut |
| 2010/2011 | Jiří Vašíček     | HC Slavia Praha                     | 144 trestných minut |
| 2011/2012 | Marek Malík      | HC Vítkovice Steel                  | 155 trestných minut |
| 2012/2013 | Petr Nedvěd      | Bílí Tygři Liberec                  | 151 trestných minut |
| 2013/2014 | Petr Vampola     | Bílí Tygři Liberec                  | 147 trestných minut |
| 2014/2015 | Václav Skuhravý  | HC Energie Karlovy Vary             | 212 trestných minut |
| 2015/2016 | Martin Ševc      | Bílí Tygři Liberec                  | 136 trestných minut |
| 2016/2017 | Brett Flemming   | Piráti Chomutov                     | 114 trestných minut |
| 2017/2018 | Martin Ševc      | Bílí Tygři Liberec                  | 106 trestných minut |
| 2018/2019 | Alexandre Mallet | HC Kometa Brno                      | 106 trestných minut |
| 2019/2020 | Richard Nedomlel | Mountfield HK                       | 102 trestných minut |
| 2020/2021 | Martin Ševc      | BK Mladá Boleslav                   | 110 trestných minut |
| 2021/2022 | Jake Dotchin     | Rytíři Kladno                       | 98 trestných minut  |
| 2022/2023 | Ondřej Dlapa     | HC Energie Karlovy Vary             | 108 trestných minut |
| 2023/2024 | Chris Martenet   | Rytíři Kladno                       | 96 trestných minut  |
| 2024/2025 | Dominik Lakatoš  | BK Mladá Boleslav                   | 97 trestných minut  |

### Playoff
| Sezóna                      | Hráč                                            | Klub                                            | Trestné minuty                                  |
| --------------------------- | ----------------------------------------------- | ----------------------------------------------- | ----------------------------------------------- |
| 1993/1994                   | Jiří Šejba                                      | HC Pardubice                                    | 32 trestných minut                              |
| 1994/1995                   | Aleš Flašar                                     | HC Olomouc                                      | 42 trestných minut                              |
| 1995/1996                   | Jaromír Látal Pavel Patera                      | HC Olomouc HC Poldi Kladno                      | 34 trestných minut                              |
| 1996/1997                   | Luděk Krayzel                                   | HC Vítkovice                                    | 49 trestných minut                              |
| 1997/1998                   | František Kučera                                | HC Sparta Praha                                 | 53 trestných minut                              |
| 1998/1999                   | Radek Bělohlav                                  | HC Slovnaft Vsetín                              | 54 trestných minut                              |
| 1999/2000                   | Petr Kořínek                                    | HC Keramika Plzeň                               | 35 trestných minut                              |
| 2000/2001                   | Leoš Čermák                                     | HC Slavia Praha                                 | 49 trestných minut                              |
| 2001/2002                   | Jaroslav Nedvěd                                 | HC Sparta Praha                                 | 60 trestných minut                              |
| 2002/2003                   | Ladislav Lubina                                 | HC ČSOB Pojišťovna Pardubice                    | 52 trestných minut                              |
| 2003/2004                   | Petr Hubáček                                    | HC Vítkovice                                    | 53 trestných minut                              |
| 2004/2005                   | Jaroslav Balaštík                               | HC Hamé Zlín                                    | 52 trestných minut                              |
| 2005/2006                   | Radek Duda                                      | HC Slavia Praha                                 | 54 trestných minut                              |
| 2006/2007                   | Libor Pivko                                     | HC Moeller Pardubice                            | 59 trestných minut                              |
| 2007/2008                   | Milan Kraft                                     | HC Energie Karlovy Vary                         | 63 trestných minut                              |
| 2008/2009                   | Jiří Vašíček                                    | HC Slavia Praha                                 | 84 trestných minut                              |
| 2009/2010                   | Jiří Vašíček Juraj Štefanka                     | HC Slavia Praha HC Vítkovice Steel              | 55 trestných minut                              |
| 2010/2011                   | Jiří Doležal                                    | HC Slavia Praha                                 | 68 trestných minut                              |
| 2011/2012                   | Leoš Čermák                                     | HC Kometa Brno                                  | 52 trestných minut                              |
| 2012/2013                   | Marek Malík                                     | HC Vítkovice Steel                              | 54 trestných minut                              |
| 2013/2014                   | Tomáš Nosek                                     | HC ČSOB Pojišťovna Pardubice                    | 44 trestných minut                              |
| 2014/2015                   | Zdeněk Okál                                     | PSG Zlín                                        | 41 trestných minut                              |
| 2015/2016                   | Petr Vampola                                    | Bílí Tygři Liberec                              | 75 trestných minut                              |
| 2016/2017                   | David Štich                                     | BK Mladá Boleslav                               | 65 trestných minut                              |
| 2017/2018                   | Richard Jarůšek                                 | HC Sparta Praha                                 | 40 trestných minut                              |
| 2018/2019                   | Jaroslav Vlach                                  | Bílí Tygři Liberec                              | 46 trestných minut                              |
| 2019/2020                   | z důvodu pandemie covidu-19 se play off nehrálo | z důvodu pandemie covidu-19 se play off nehrálo | z důvodu pandemie covidu-19 se play off nehrálo |
| 2020/2021                   | Petr Jelínek                                    | Bílí Tygři Liberec                              | 47 trestných minut                              |
| 2021/2022                   | Martin Ševc                                     | BK Mladá Boleslav                               | 39 trestných minut                              |
| 2022/2023                   | Jaroslav Vlach Tomáš Marcinko                   | Bílí Tygři Liberec HC Oceláři Třinec            | 37 trestných minut                              |
| 2023/2024                   | Michal Řepík                                    | HC Sparta Praha                                 | 37 trestných minut                              |
| 2024/2025                   | Ondřej Beránek                                  | HC Energie Karlovy Vary                         | 52 trestných minut                              |
| Zdroj na eliteprospects.com |                                                 |                                                 |                                                 |